# Cerkev Povišanja sv. Križa, Jurjevica

Lega kraja v Atlasu okolja

Cerkev sv. Križa leži v bližini vasi Jurjevica, spada pod župnijo Ribnica. Okoli cerkve se razprostira pokopališče, pred katerim stoji mrliška vežica. Iz vasi Breže proti cerkvi vodi 14 kapelic križevega pota.
O zidanju cerke ni podatkov, prvič jo omenja urbar iz leta 1576. Za prezbiterijem je vzidan kamen z napisom »cavtit« (ali »cavtif«) z letnico 1659. Okoli tega leta je bila cerkev razširjena, kmalu za tem pa je dobila tudi mali zvon. Leta 1791 ga je blagoslovil dekan Valentin Ule. Na pokopališču je bila nekdaj kapela Božjega groba, ki se je v teku časa močno opustila, tako da so jo rabili za mrtvašnico. Kapelo so kasneje, ko so zgradili novo mrtvašnico, zopet popravili, položili so nov tlak in adaptirali oltar za maševanje.
Cerkev ima baročno podobo. Nad glavnim vhodom kraljuje zvonik, ki je zamaknjen v cerkveno ladjo. Pod njim je pevski kor. Desni strani prezbiterija je prizidana zakristija. Na podboju zakristijskih vrat je letnica 1758. Cerkev je dolga 27.5 m, 10.3 m široka in v ladji viskoka 7,4 m, v prezbiteriju pa 6,6 m. Notranjost je bila preurejena v letih 1864-1868, ko so bile zaradi zidanja nove ribniške župnijske cerkve tu maše za zahodni del župnije. Vsi baročni oltarji in prižnica so verjetno delo iste rezbarske delavnice.
Nova fasada je bila narejena leta 1990. Pod ostrešjem je bil nameščen tudi nov opaž, zamenjani so bili vsi žlebovi in odtočne cevi.

## Notranjosti cerkve
V tronu glavnega oltarja je križani Jezus, ki mu eden od obeh angelčkov s kelihom prestreza kri. Pod njim stoji apostol Janez. Levo in desno sta kipa sv. Petra in Pavla. Nad tronom je napis: Kriste, usmili se nas. Nad njim je kip Veronike s potnim prtom, levo in desno od nje sta angela. Na tabemakeljskih vtatcih so vgravirani simboli: vera, upanje, ljubezen. Zadnjič je bil prenovljen leta 1880. V prezbiteriju je danes tudi preprost pokoncilski leseni daritveni oltar. Na levi steni prezbiterija visi slika Srca Marijinega, na desni pa Srca Jezusovega.
Stranski oltar na evangeljski strani je posvečen žalostni Materi božji. Nad slikama obeh stranskih oltarjev, ki ju je naslikal P. Ruttar leta 1880, je upodobljeno goreče srce, ki je obdano s sijem. Na oltarni menzi stojijo kanonske tablice, ki imajo vdelanih šest svečnikov. Desno od tega oltarja je novejši kip Fatimske Matere božje. Stianski oltar na isti strani je posvečen sv. Janezu Evangelistu. Poleg istega oltarja je ohranjena baročna prižnica. Na njenih vratih so naslikani papeška tiara in dva ključa. Pod strešico je golob - simbol Sv. Duha, na njej tabli z desetimi božjimi zapovedmi, pod njima pa meč in palmova vejica.
Leta 1903 je dr. Jožef Lesar cerkvi podaril nove svečnike iz medenine, ki jih je izdelal Maks Samassa. Starejši so delo njegovega očeta Alberta Samasse.
Križev pot je podoben onemu pri sv. Frančišku, Mogoče ga je naslikal Gotzel v Kranju okoli leta 1840.
Na levi steni cerkvene ladje visi oltarna slika, ki gre lahko v tron glavnega oltarja. Na njej je naslikan povsem enak prizor, kot ga prikazujejo kipi v tronu glavnega oltarja. Ta slika je izpod čopiča istega slikarja, ki je naslikal tudi sliki v stranskih oltarjih. Levo in desno od te slike sta kipa sv. Antona Padovanskega in sv. Terezije Deteta Jezusa.
Na desni steni ladje visi v izredno lepo baročno rezljanem okvirju slika Ecce Homo. Desno od nje je svetnik s trnjevo krono v roki, levo pa svetnik s križem in žebiji v rokah.
Lestenci so trije: dva manjša v prezbiteriju in večji sredi cerkvene ladje. Slednji je po nesreči padel na tia, leta 1989 pa ga je obnovil pasar Mirko Feltrin iz Slovenske Bistrice.
Klopi so v prezbiteriju in ladji. Spovednica je novejša in stoji pod korom. Tlak v cerkvi je iz črnega kamenja. Bandera iz leta 1912 je shranjena v župnijski cerkvi, na njem sta podobi križanjske skupine (Jezus na križu, Marija in sv. Janez Ev.) in žalostne Matere božje, ki v naročju drži mrtvega Sina.
Orgle - pozitiv je delo ljubljanskega orglarja Janeza Jurija Eisla iz leta 1772. Nedvomno je to najbolje ohranjen pozitiv tega mojstra, kar jih najdemo v Sloveniji. Dispozicija registrov je še originalna, ne pa tudi klaviatura, ki danes poteka kromatično od c - c3. Originalno namreč ta pozitiv, podobno kot večina baročnih orgel na Slovenskem, v veliki oktavi nima tonov Cis, Dis, Fis in Gis, ki so na tej klaviaturi kar prevezani iz prve višje oktave. Piščali so še originalne. Omaro tega pozitiva krasita angelčka in slika sv. Cecilije, slikarja Antona Postla.
Cerkev ima dva keliha. Starejši je še iz druge polovice 17. stoletja. Na pozlačeni kupi ima srebrn rastlinski ornament. Na nogi so iztolčene tri angelske glavice in razna rastlinska ornamentika. Drugi kelih je bil izdelan okoli leta 1730. Na kupi so tri angelske glavice, prav tako tudi na nogi. Nodus krasijo školjkasti motivi.
Monštranca iz 19. stoletja je izdelana v baročni tradiciji. Zanimiva je tudi baročna svetinja sv. Florusa, mučenca.
Pred prvo svetovno vojno je imela cerkev tri bronaste zvonove. Nekdanja večja zvonova sta bila odvzeta v vojen namene. Veliki zvon je v Ljubljani leta 1911 ulil Maks Samassa. Nekdanji srednji zvon je leta 1818 ulil Jožef Reiss. Imel je podobi sv. Križa in brezmadežne. Mali zvon (verjetno ulit okoli leta 1661) je še ohranjen in je tudi izredno dragocen zato, ker ga je ulil zvonar David Polster, ki je na Slovenskem vlil samo nekaj zvonov. Danes visi zraven večji zvon, ki je bil leta 1925 ulit v livarni Bühl v Mariboru.

## Kapele križevega pota
Ob poti iz Brež k cerkvi vodi 14 kapel križevega pota, ki so bile postavljene leta 1759. Obnovili so jih leta 1887, a so bile že čez 40 let zopet v zelo slabem stanju. Zato so postavili nove, ki so bile blagoslovljene leta 1929. Na zadnje so bile obnovljene v letu 1992. Slikar Lojze Čemažar je zanje spomladi leta 1993 naslikal tudi postaje v fresko tehniki.